# Sordana placida
Sordana placida är en insektsart som beskrevs av Spångberg 1883. Sordana placida ingår i släktet Sordana och familjen dvärgstritar. Inga underarter finns listade i Catalogue of Life.